# اسماعیل میرزا معزالدوله
اسماعیل میرزا (درگذشته ۱۳۱۷ هجری قمری در تهران) شاهزاده قاجار، پسر اول بهرام میرزا معزالدوله و نوه عباس میرزا و مادرش دختر محمدحسن خان سردار ایروانی بود و در برخی از منابع او را امیراسماعیل میرزا هم نوشته‌اند.

## زندگی

### تبار
احتمالاً قاجارها مغول، ترکمان و سلجوقی نبوده‌اند بلکه از ترکان غربی و خویشاوند نزدیک خزرها و قبچاق‌ها و بلغارها و پچنگ‌ها بوده‌اند و در حدود سدهٔ هشتم میلادی با سایر طوایف ترک قفقاز جنوبی از آن سرزمین هجرت کرده‌اند. اینان نخست در حدود سدهٔ هشتم با سایر طوایف ترک قفقاز جنوبی از آن سرزمین هجرت کرده‌اند و سپس ۲۰۰ سال بعد از حمله مغول به ایران مجدداً به ایران برگشته‌اند. صفویه آنها را از آذربایجان به مازندران و گرگان و مرکز ایران برده‌اند و با افشارها و بیات‌ها و بایندرها بسیار نزدیک بوده و حتی شریک سرنوشت و شاید همسفر ایشان بوده‌اند. ایل قاجار یکی از هفت ایل اصلی ترکمان قزلباش بود که در زمان صفویه از آناتولی و شام به ایران مهاجرت کرده و شاه اسماعیل به یاری توان نظامی آن‌ها، سلسلهٔ صفویه را بنیان نهاد. شاه عباس یکم این ایل را به سه قسمت تقسیم کرد. گروهی را به نواحی مرو و شمال خراسان فرستاد، تا در برابر حمله ازبکان و ترکمانان سدی باشد. گروه دیگر را در حدود قره باغ و شمال رود ارس، در مقابل طوایف لزگی گذاشت، و دسته سوم را در گرگان (استرآباد) مسکن داد. ایل قاجار در استرآباد به دو شاخه تقسیم شدند: شاخهً بالای رود گرگان به یوخاری‌باش (بالادستی) و شاخه پایین رود گرگان به آشاغی باش (پایین دستی) معروف شدند و حکومت قاجاریه از شاخۀ آشاغی باش تشکیل یافت.

### تولد و کودکی
پس از انتصاب پدرش بهرام میرزا معزالدوله از طرف ناصرالدین شاه در سال ۱۲۷۵ ق. به حکومت آذربایجان، امیراسماعیل میرزا نیز به حکومت مراغه مأمور شده است. از رخدادهای حکومت یکسالۀ او بر مراغه، بازدید ناصرالدین شاه است از شهر مراغه که وظیفۀ استقبال و میزبانی شاه و همراهان با او بوده است و پس از بازگشت اردوی شاهی به تهران، امیراسماعیل میرزا را نیز به تهران فراخوانده‌اند و برای چهار ماه، ساکن در تهران بوده است.
پس از توقف کوتاه مدتش در تهران، او را در سه ماهۀ آخر سال ۱۲۷۶ ق. به حکومت ولایات ثلاث اصفهان، یعنی گلپایگان، خوانسار و کمره فرستاده‌اند و تا سه سال بعد در این منصب برقرار بوده و اواخر ۱۲۷۹ ق. معزول شده است. چنانکه خودش در خاطرات مختصرض اشاره می‌کند، از رخدادهای مهم سه سالۀ حکومتش در آن ولایت، شرارت محمدحسن خان کمره و آقاخان سرلک پسر خسروخان سرلک بوده است، که عبور حمزه میرزا حشمت‌الدوله از مسیر ولایات ثلاث اصفهان به خوزستان را در حقیقت دستور ناصرالدین شاه برای دستگیری خودشان قلمداد کرده‌اند و آقاخان سرلک، محمدحسن خان کمره و میرزا حاجی بابای کمره به دست امیراسماعیل میرزا و همکاری میرزا فرج‌خان تفنگدار مخصوص حبس شده‌اند و خود امیراسماعیل میرزا هم به دریافت نشان و حمایل درجۀ سوم سرتیپی از ناصرالدین شاه مفتخر شده است. او را در اواخر ۱۲۷۹ ق. به تهران فراخوانده‌اند و به مدت چهل روز، در تهران توقف کرده است.
احتمالاً در ابتدای سال ۱۲۸۰ ق، امیراسماعیل میرزا برای نخستین مرتبه به حکومت کاشان منصوب شده و اندک زمانی پس از ۲۵ شوال ۱۲۸۱ ق. از این سمت عزل گردیده و  فرخ‌خان امین‌الدوله را به حکومت کاشان مأمور شده است. او در خاطراتش این عزل را ناشی از انتصاب میرزا محمدخان سپهسالار به مقام صدارت عظمی دانسته و خبر می‌دهد که تا زمان عزل این صدراعظم و اعزام او به خراسان در سال ۱۲۸۳ ق.، دارای هیچ مقام و سمتی نبوده است.
پس از عزل میرزا محمدخان سپهسالار، برای مرتبۀ دوم، امیراسماعیل میرزا را به حکومت کاشان فرستاده‌اند و این مأموریت تا نیمۀ نخست سال ۱۲۸۵ ق.، به‌طول انجامیده است. در این دوران، از وقایع مهم حکومت او در کاشان، نبرد میان محمدحسین خان کاشی و میرزامحمدعلی‌خان بوده است و امیراسماعیل میرزا با دستیاری و همراهی محمدحسن‌بیگ تفنگدار، موفق به سرکوب ماجرا و ختم غائله شده است. مطابق خاطرات او، دریافت خلعتش از ناصرالدین شاه در سال دوم حکومتش بر کاشان بوده و مطابق اسناد، مردم کاشان از حکومت او در کاشان راضی و خشنود بوده‌اند.
امیراسماعیل میرزا در نیمۀ سال ۱۲۸۵ ق.، پس از انتصاب پدرش به حکومت لرستان و خوزستان، نایب‌الحکومۀ او شده، از کاشان به غرب کشور می‌رود. بهرام میرزا معزالدوله ابتدا اسماعیل میرزا را نایب‌الحکومه خوزستان کرد و به وی امر نمود به سمت آن منطقه حرکت کند، اما زمانی که اسماعیل میرزا به بروجرد رسید، رای خود را تغییر داد و وی را به ماندن در بروجرد و حکومت بر لرستان امر کرد و خود به خوزستان رفت. امیراسماعیل میرزا در خاطراتش از تجهیز فوج سیلاخور به فرماندهی کریم‌خان گودرزی و دستیاری میرزا فرج‌خان یاور توپخانه و اعزام آن‌ها به تهران خبر می‌دهد و گزارش می‌کند که این فوج، مورد تحسین ناصرالدین شاه قرار گرفتهو خودش هم مفتخر به دریافت نشان و حمایل درجۀ دوم سرتیپی گردیده است. تاریخ عزل بهرام میرزا معزالدوله و امیراسماعیل میرزا از لرستان و خوزستان در ماه‌های پایانی ۱۲۸۷ ق. بوده است و ابتدا امیراصلان‌خان مجدالدوله را به جانشینی تعیین کرده‌اند، اما چون پیش از اعزام به محل مأموریت درگذشته است، حمزه میرزا حشمت‌الدوله به حکومت لرستان و میرزا زکی ضیاءالملک تفرشی را هم که سابقاً مستوفی لرستان و خوزستان بوده است، به حکومت خوزستان تعیین می‌شوند.
امیراسماعیل میرزا مدتی را متوقف تهران بوده است و بعداً در سال ۱۲۸۹ ق. و پس از عزل جلال‌الدین میرزا احتشام‌الملک برای مرتبۀ سوم به حکومت کاشان منصوب شده است و تاریخ عزل او از کاشان، به دست نیامده است.  غلامحسین‌خان افضل‌الملک گزارش می‌دهد که امیراسماعیل میرزا پس ازحکومت بر کاشان از مشاغل حکومتی کناره گرفت و دلیل او برای این کار اجتناب از پرداخت پیشکش‌هایی بود که دربار از حکام می‌گرفت و آنان نیز به ناچار آن مبلغ را به رعایا تحمیل می‌کردند، چراکه در نظر وی این عمل ظلم به رعیت بود.

### واپسین سال‌ها و درگذشت
پس درگذشت بهرام میرزا در خلال سنوات ۱۲۹۸-۱۲۹۹ ه.ق، لقب معزالدوله به امیراسماعیل میرزا منتقل شد. مشغولیت عمده وی در باقی عمر، باغبانی و رسیدگی به باغ منحصر به فردی بود که در تهران ساخته بود و انوع گل‌های ایرانی و اروپایی را در آن پرورش می‌داد. گزارش‌های دیگر نیز حاکی از آن هستند که امیراسماعیل میرزا معزالدوله، اواخر عمرش را به حضور در رکاب ناصرالدین شاه گذرانده و از تفریحات او، نرد باختن با دیگر شاهزادگان و درباریان بوده است. همچنین شواهد تاریخی از بیماری چشم امیراسماعیل میرزا معزالدوله خبر می‌دهند که دست کم از سال ۱۳۰۸ ق. آغاز شده و تا واپسین سال‌های عمر او باقی بوده است و چندباری هم نیت و عزم سفر عتبات عالیات داشته که از رخ دادن یا ندادن این سفرها، گزارشی در دست نیست.

### همسر و فرزندان
اسماعیل میرزا معزالدوله در ۱ جمادالاول ۱۳۱۷ در تهران درگذشت، در حالی که از خود فرزندی به جا نگذاشته بود. او در طول حیات خود، دو مرتبه ازدواج نمود و از هیچ یک فرزندی نیافت. اسامی همسران امیراسماعیل میرزا معزالدوله عبارت است از:
- فرخ‌لقا خانم، دختر عبدالله‌خان، پسر محمدحسن خان سردار ایروانی
- رباب خانم، دختر میرزاصالح.

## میراث
او مدتی پیش از مرگ به بنای مسجدی همت گماشت که بعد از وی توسط همسرش حاجیه فرخ‌لقا خانم پایان یافت و اکنون به نام مسجد معزالدوله معروف است. مسجد معزالدوله در سه راه امین‌حضور، خیابان ایران، خیابان شهید احمد احمدی واقع است و در تاریخ ۲۴ اسفندماه ۱۳۸۳ خورشیدی با شمارۀ ثبت ۱۱۴۶۳ در فهرست آثار ملی ایران به ثبت رسیده است.

## تألیفات
تنها اثر شناخته شدۀ امیراسماعیل میرزا معزالدوله، خاطرات شخصی اوست از رخدادهای سال‌های ۱۲۷۵- ۱۲۸۹ ق.، که تحت عنوان «شرح حال خودنوشت امیراسماعیل میرزا معزالدوله در عصر ناصری» به‌کوشش علیرضا خزایی و با حواشی مفصل در بررسی اصالت تاریخی نوشته‌های او، در سال ۱۴۰۲ خورشیدی به چاپ رسیده است.

## تبارنامه
|  |                              |  |  |  |  |  |  |  |  |  |  |  |  |  |  |  |
|  | ۱۶. حسینقلی خان جهانسوز      |  |  |  |  |  |  |  |  |  |  |  |  |  |  |  |
|  |                              |  |  |  |  |  |  |  |  |  |  |  |  |  |  |  |
|  |                              |  |  |  |  |  |  |  |  |  |  |  |  |  |  |  |
|  | ۸. فتحعلی شاه قاجار          |  |  |  |  |  |  |  |  |  |  |  |  |  |  |  |
|  |                              |  |  |  |  |  |  |  |  |  |  |  |  |  |  |  |
|  |                              |  |  |  |  |  |  |  |  |  |  |  |  |  |  |  |
|  | ۱۷. آغا باجی                 |  |  |  |  |  |  |  |  |  |  |  |  |  |  |  |
|  |                              |  |  |  |  |  |  |  |  |  |  |  |  |  |  |  |
|  |                              |  |  |  |  |  |  |  |  |  |  |  |  |  |  |  |
|  | ۴. عباس میرزا                |  |  |  |  |  |  |  |  |  |  |  |  |  |  |  |
|  |                              |  |  |  |  |  |  |  |  |  |  |  |  |  |  |  |
|  |                              |  |  |  |  |  |  |  |  |  |  |  |  |  |  |  |
|  | ۱۸. فتحعلی خان قاجار دوانلو  |  |  |  |  |  |  |  |  |  |  |  |  |  |  |  |
|  |                              |  |  |  |  |  |  |  |  |  |  |  |  |  |  |  |
|  |                              |  |  |  |  |  |  |  |  |  |  |  |  |  |  |  |
|  | ۹. آسیه خانم قاجار دوانلو    |  |  |  |  |  |  |  |  |  |  |  |  |  |  |  |
|  |                              |  |  |  |  |  |  |  |  |  |  |  |  |  |  |  |
|  |                              |  |  |  |  |  |  |  |  |  |  |  |  |  |  |  |
|  | ۲. بهرام میرزا معزالدوله     |  |  |  |  |  |  |  |  |  |  |  |  |  |  |  |
|  |                              |  |  |  |  |  |  |  |  |  |  |  |  |  |  |  |
|  |                              |  |  |  |  |  |  |  |  |  |  |  |  |  |  |  |
|  | ۱۰. ملا محمد رِنیانی          |  |  |  |  |  |  |  |  |  |  |  |  |  |  |  |
|  |                              |  |  |  |  |  |  |  |  |  |  |  |  |  |  |  |
|  |                              |  |  |  |  |  |  |  |  |  |  |  |  |  |  |  |
|  | ۵. فاطمه خانم                |  |  |  |  |  |  |  |  |  |  |  |  |  |  |  |
|  |                              |  |  |  |  |  |  |  |  |  |  |  |  |  |  |  |
|  |                              |  |  |  |  |  |  |  |  |  |  |  |  |  |  |  |
|  | ۱. اسماعیل میرزا معزالدوله   |  |  |  |  |  |  |  |  |  |  |  |  |  |  |  |
|  |                              |  |  |  |  |  |  |  |  |  |  |  |  |  |  |  |
|  |                              |  |  |  |  |  |  |  |  |  |  |  |  |  |  |  |
|  | ۲۴. حسنعلی خان قاجار زیادلو  |  |  |  |  |  |  |  |  |  |  |  |  |  |  |  |
|  |                              |  |  |  |  |  |  |  |  |  |  |  |  |  |  |  |
|  |                              |  |  |  |  |  |  |  |  |  |  |  |  |  |  |  |
|  | ۱۲. محمدخان قاجار زیادلو     |  |  |  |  |  |  |  |  |  |  |  |  |  |  |  |
|  |                              |  |  |  |  |  |  |  |  |  |  |  |  |  |  |  |
|  |                              |  |  |  |  |  |  |  |  |  |  |  |  |  |  |  |
|  | ۶. محمدحسن خان سردار ایروانی |  |  |  |  |  |  |  |  |  |  |  |  |  |  |  |
|  |                              |  |  |  |  |  |  |  |  |  |  |  |  |  |  |  |
|  |                              |  |  |  |  |  |  |  |  |  |  |  |  |  |  |  |
|  | ۳. دختر                      |  |  |  |  |  |  |  |  |  |  |  |  |  |  |  |
|  |                              |  |  |  |  |  |  |  |  |  |  |  |  |  |  |  |
|  |                              |  |  |  |  |  |  |  |  |  |  |  |  |  |  |  |

|}